# 50 Cent: Bulletproof
50 Cent: Bulletproof ( "50 Cent: À prova de balas", em tradução livre) é um jogo de videogame lançado em 21 de novembro de 2005 para as plataformas PlayStation 2 e Xbox. No ano de 2006, foi lançada uma versão deste mesmo jogo para o console portátil PSP da Sony, com o título de 50 Cent: Bulletproof G Unit Edition.
O personagem principal do jogo é o cantor de rap americano 50 Cent; e conta com a participação dos outros membros do seu grupo de rap, G-Unit, como Tony Yayo, Lloyd Banks e Young Buck. Outras personalidades que surgem durante o decorrer do jogo são o produtor de rap Dr. Dre como um vendedor de armas; o rapper Eminem, que é no jogo um policial corrupto; e o DJ Whoo Kid vendendo músicas do grupo G-Unit em sua caminhonete. Um CD com a trilha sonora do jogo foi lançado com o mesmo nome.

## História
A história do jogo é a mesma, tanto na versão do portátil quanto na versão do console.
O rapper 50 Cent, protagonista do jogo, recebe uma ligação de K-Dog, que pede ajuda ao amigo. Após recrutar seus companheiros da G-Unit, 50 Cent parte em busca do colega em perigo. Nesta busca, o grupo enfrenta diversos inimigos mascarados com um arsenal que vai de M16s à minas de proximidade. Após muito esforço, o grupo chega até o local aonde K-Dog está, apenas para vê-lo sendo morto e ter o protagonista baleado pelos inimigos. Após se recuperar, o grupo parte para descobrir a verdade por trás do assassinato de K-Dog e para se vingar da morte do amigo.

## Críticas
O jogo foi mal recebido pela crítica norte-americana e brasileira, recebendo baixas notas de conceituados portais da área.
- Baixaki - 4.9/10[3]

- Gamespot - 4.8/10[4]

- IGN -  6.5/10[5]